# Biskuitrolle

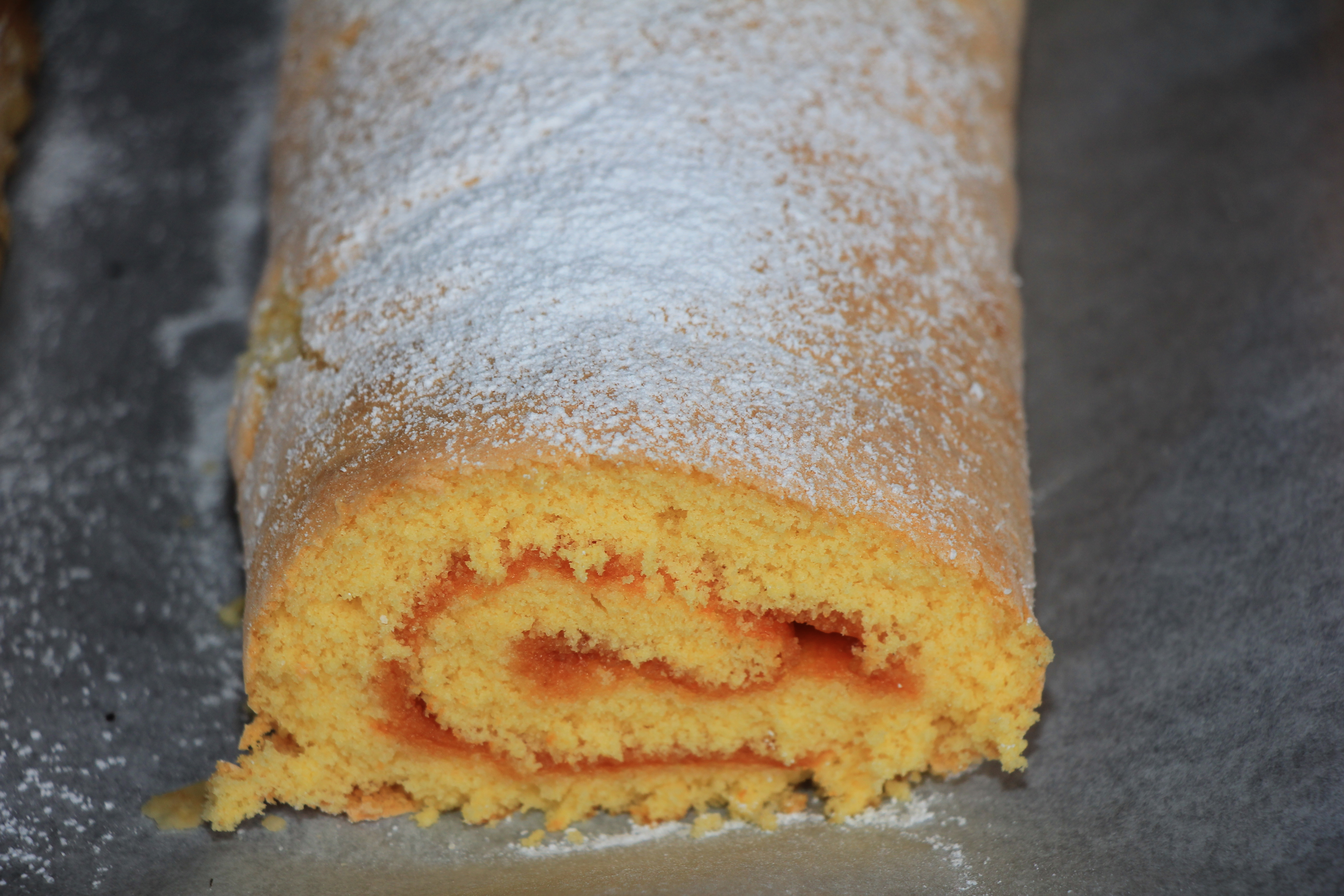
Biskuitroulade mit Marillenmarmelade (Niederösterreich)

Eine Biskuitrolle (auch Bisquitrolle, Bisquitroulade und Biskuitroulade; franz. gâteau roulé; englisch Swiss roll) ist eine feine Backware aus einer gerollten und gefüllten Biskuitplatte. Zum Servieren wird die Rolle in Scheiben geschnitten.

## Geschichte
Frühe Rezepte für „Biskoten-Rolletten“ oder „Rolat von Bisquiten-Teig“ findet man in österreichischen Kochbüchern, die Anfang der 1800er Jahre erschienen. Eine andere Bezeichnung sind „Rolladen von Biskuit Teig“ im Kochbuch Die wahre Kochkunst (1820). Mitte des 19. Jahrhunderts erschienen die Biskuit-Kuchen in Frankreich. In den USA tauchten die ersten Rezepte für jelly rolls bzw. swiss rolls bald nach dem Ende des Amerikanischen Bürgerkrieges in mehreren Kochbüchern auf.

## Zubereitung und Varianten
Für eine Biskuitrolle wird aus Biskuit ein Tortenblatt (= Masse) gebacken, nach dem Erkalten mit Konfitüre oder Marmelade bestrichen, gerollt und außen mit Puderzucker bestäubt. Manche Füllungen für Biskuitrollen bestehen aus gesüßter Schlagsahne oder Früchten. Die Schokoladeroulade wird in Österreich mit Ribiselmarmelade und Pariser Creme eingestrichen und mit Schokoladenspänen verziert.
Eine mit Buttercreme gefüllte Biskuitroulade wird oftmals wie ein Baumstamm dekoriert. Bekannt ist die französische Spezialität Bûche de Noël und die deutsche Bismarck-Eiche, ein mit Butter-, Nuss- oder anderer Creme gefüllter „Baumstamm“.
Die Scheiben einer Biskuitrolle können für die Herstellung einer Charlotte verwendet werden, indem man damit eine Kuppelform auslegt und diese mit bayerischer Creme füllt.

## Galerie

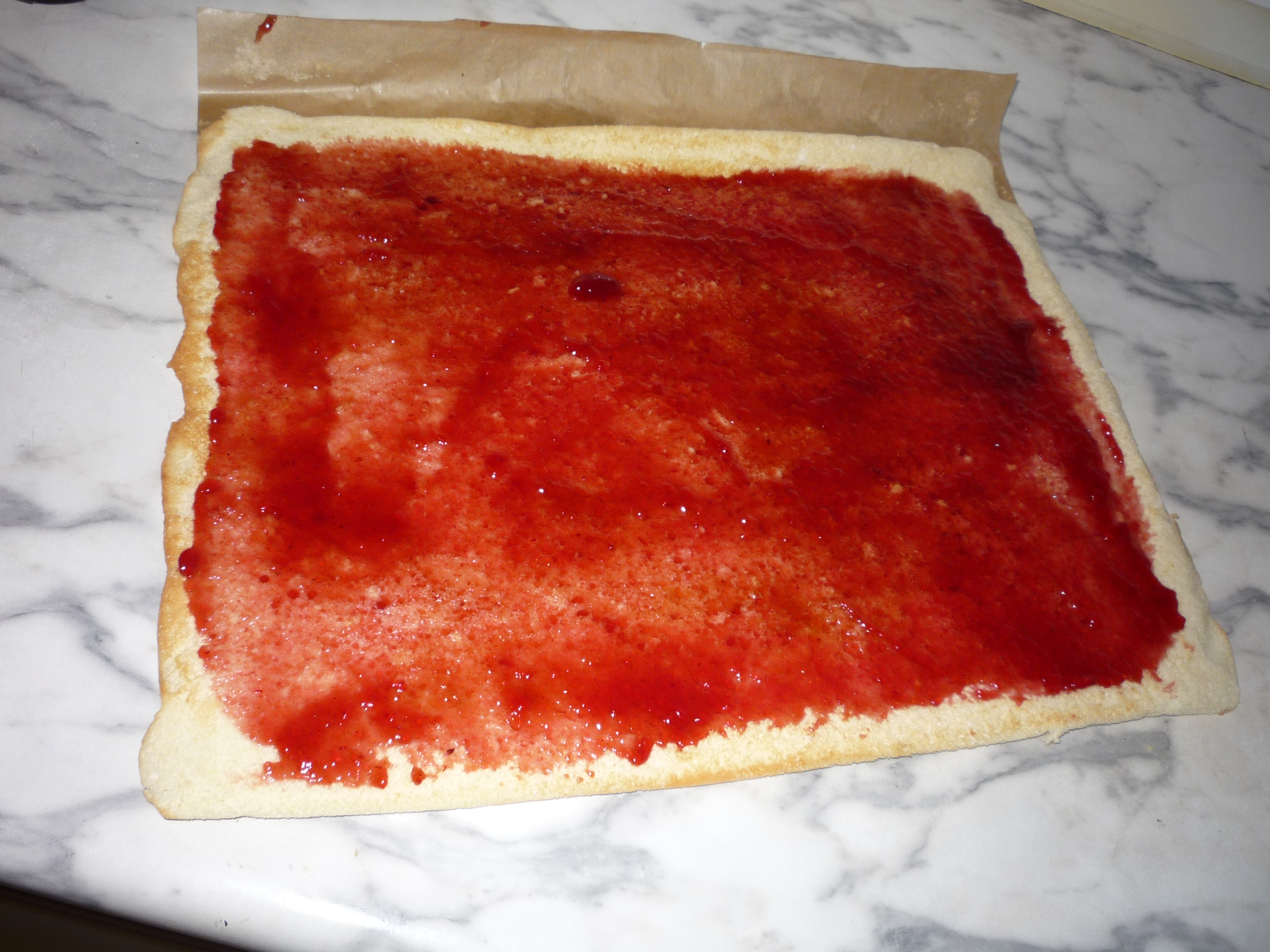
Biskuitplatte mit Marmelade bestrichen
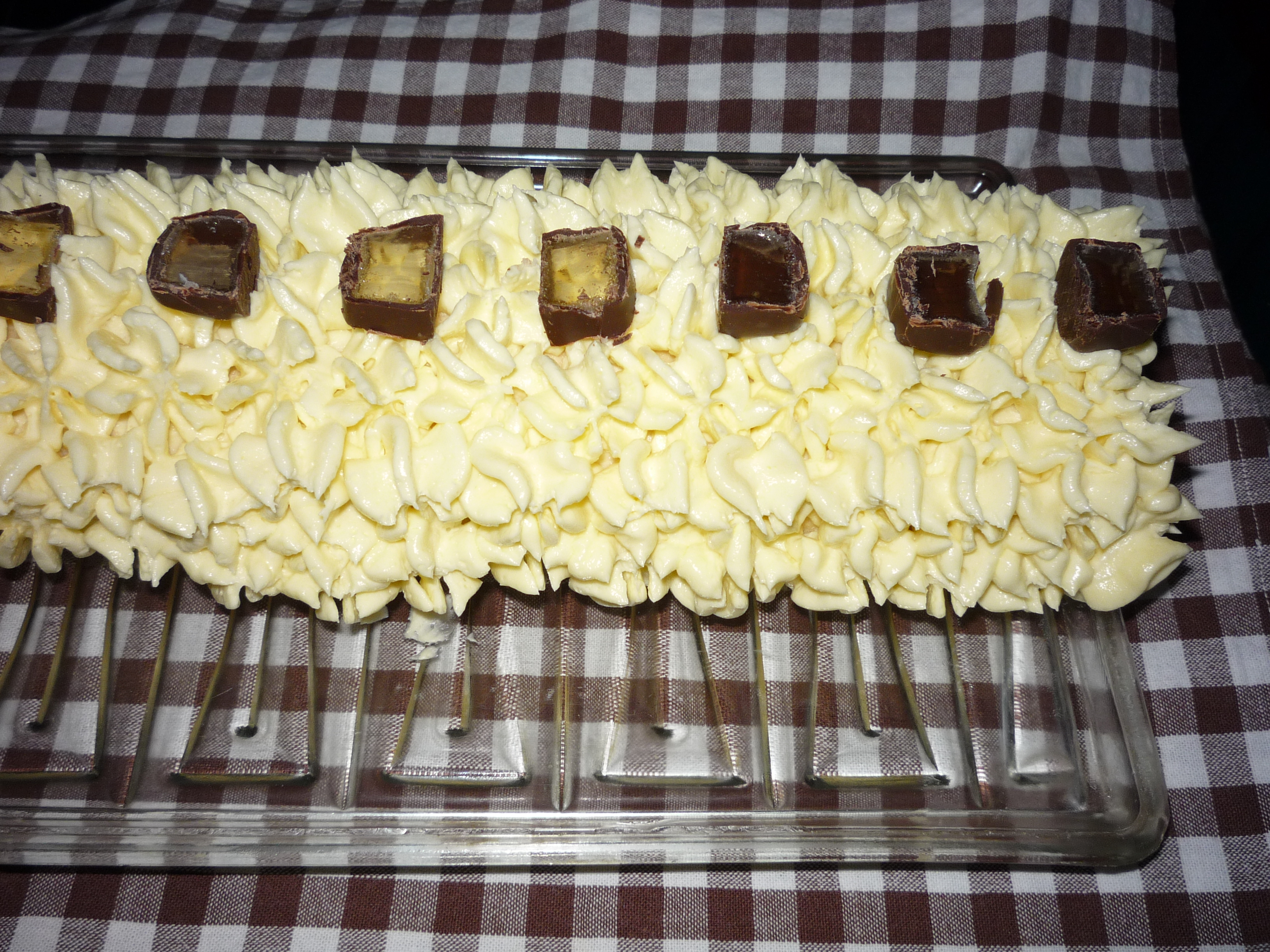
Biskuitplatte gerollt und mit Buttercreme garniert
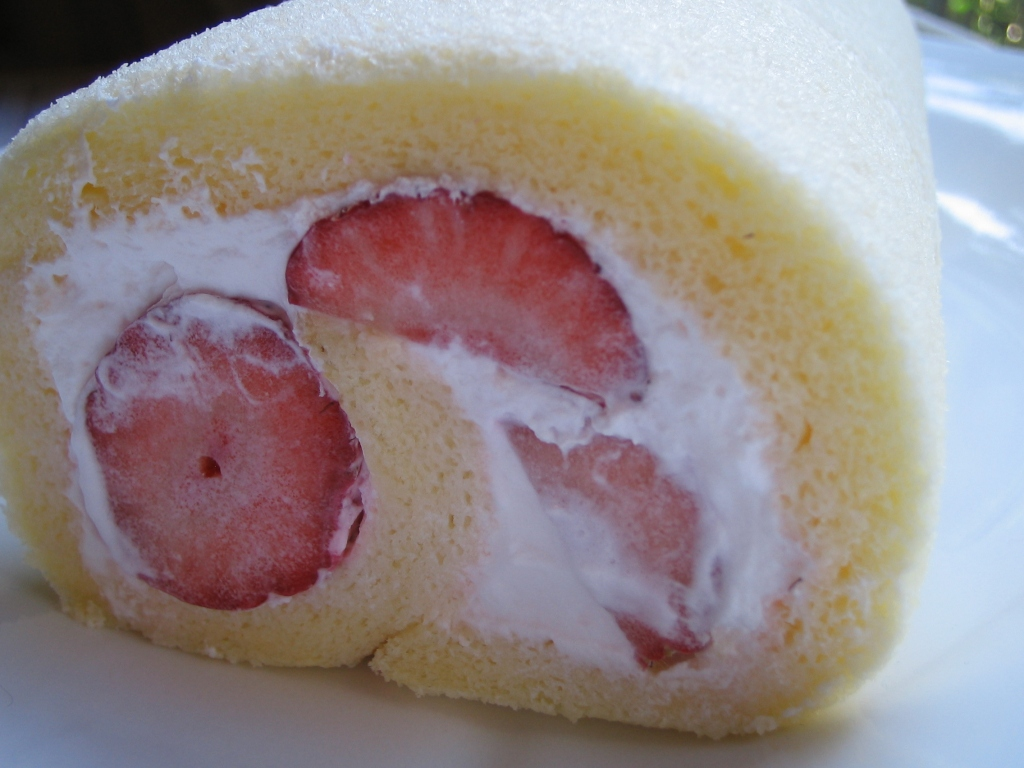
Biskuitroulade mit Erdbeeren und Schlagsahne
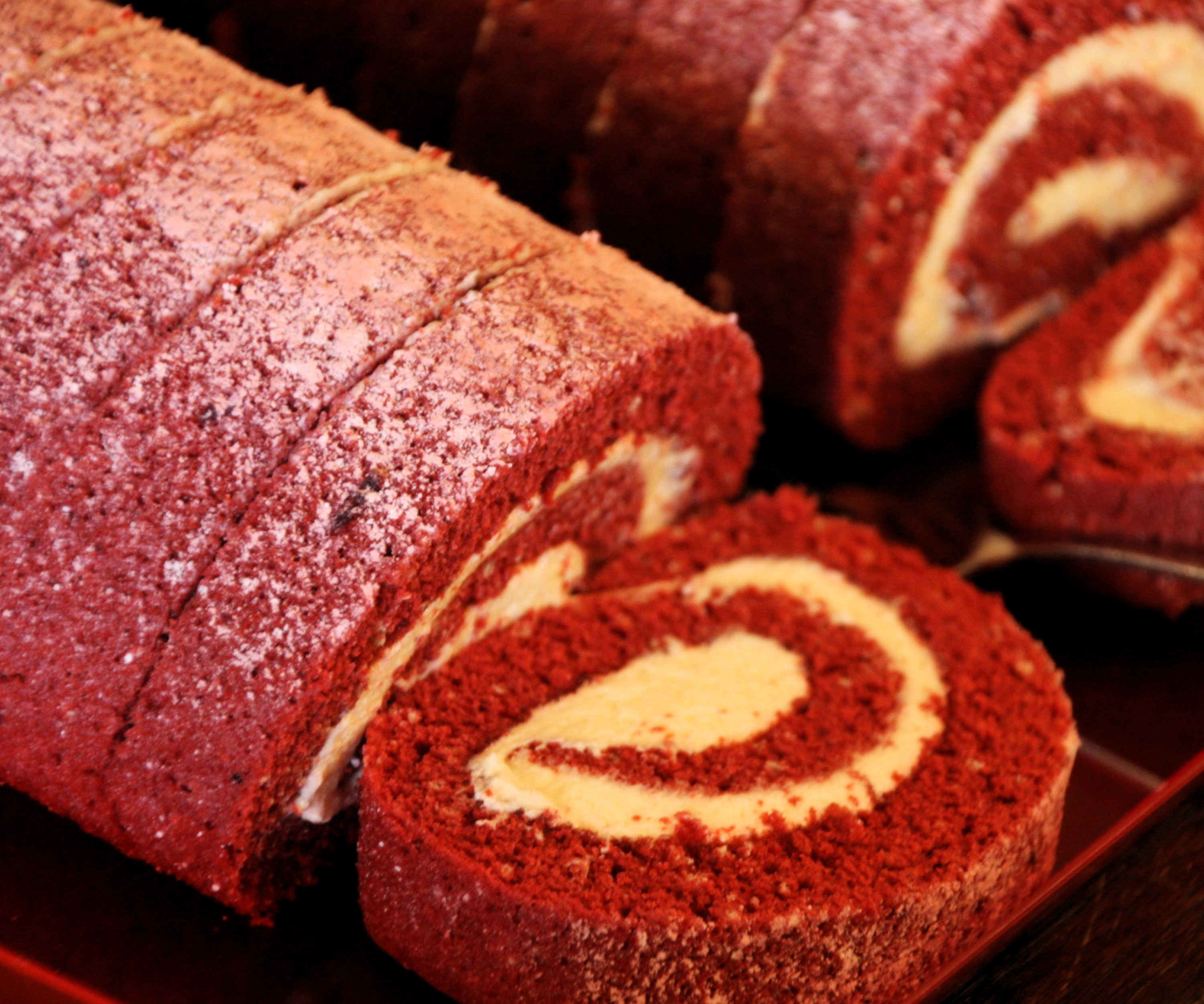
Rote Biskuitrolle mit Buttercreme